# Annabelle partagée
Pour plus de détails, voir Fiche technique et Distribution.
Annabelle partagée est un film français réalisé par Francesca Comencini et sorti en 1991.

## Fiche technique
- Titre : Annabelle partagée
- Réalisation : Francesca Comencini
- Scénario : Francesca Comencini
- Photographie : Michel Abramowicz
- Décors : Valérie Grall
- Son : Philippe Combes
- Montage : Yves Deschamps
- Musique : Étienne Daho
- Production : Canal+ - Ça Films
- Pays d'origine :  France
- Durée :1 h 24 min
- Date de sortie : France - 11 décembre 1991

## Distribution
- Delphine Zingg
- François Marthouret
- Jean-Claude Adelin
- Florence Thomassin
- Dominique Régnier

## Sélection
- Festival de Cannes 1991 (sélection de la Quinzaine des réalisateurs)[1]